# Daniel Pereira
Daniel Pereira (Campo Mourão, 20 de junho de 1965)  é um advogado e político brasileiro filiado ao Solidariedade.

## Dados biográficos
Daniel foi advogado e também casado e tem três filhos. É professor reconhecido pela atividade sindical frente ao Sindsef (Sindicato dos Servidores Públicos Federais do Estado de Rondônia) onde ficou por 6 anos e foi também fundador do Sintero, o Sindicato da Educação de Rondônia. Foi vereador por Cerejeiras, deputado estadual por duas vezes e .
Nas eleições estaduais de Rondônia em 2014 foi eleito, no segundo turno, vice-governador do estado na chapa de Confúcio Moura. Daniel ficou no vice-governo até 5 de abril de 2018, quando assumiu em definitivo o poder. Em junho de 2017, recebeu o título de Cidadão Honorário de Rondônia.